# Dr. Alvarez
Dr. Alvarez is een personage uit de James Bondfilm Die Another Day (2002) gespeeld door acteur Simón Andreu. Alvarez is een plastisch chirurg van het Cubaanse 'Los Organos', een privékliniek waar onder meer misdadigers een geheel nieuw uiterlijk en een nieuwe identiteit kunnen krijgen. Colonel Moon en Zao zijn twee van zijn patiënten. Jinx heeft onder valse voorwendselen ook een afspraak met hem gemaakt. Vlak nadat zij hem een cheque heeft overhandigd, schiet ze hem dood, waarna ze Alvarez' kantoor opblaast.